# Geron anceps
Geron anceps är en tvåvingeart som beskrevs av Hesse 1938. Geron anceps ingår i släktet Geron och familjen svävflugor. Inga underarter finns listade i Catalogue of Life.